# Collonge-Bellerive
Collonge-Bellerive (toponimo francese; fino al 1799 Collonge-sur-Bellerive) è un comune svizzero di 8 126 abitanti del Canton Ginevra.

## Geografia fisica
Collonge-Bellerive è affacciato sul Lago di Ginevra.

## Storia
Il comune di Collonge-Bellerive è stato istituito nel 1792.

## Monumenti e luoghi d'interesse

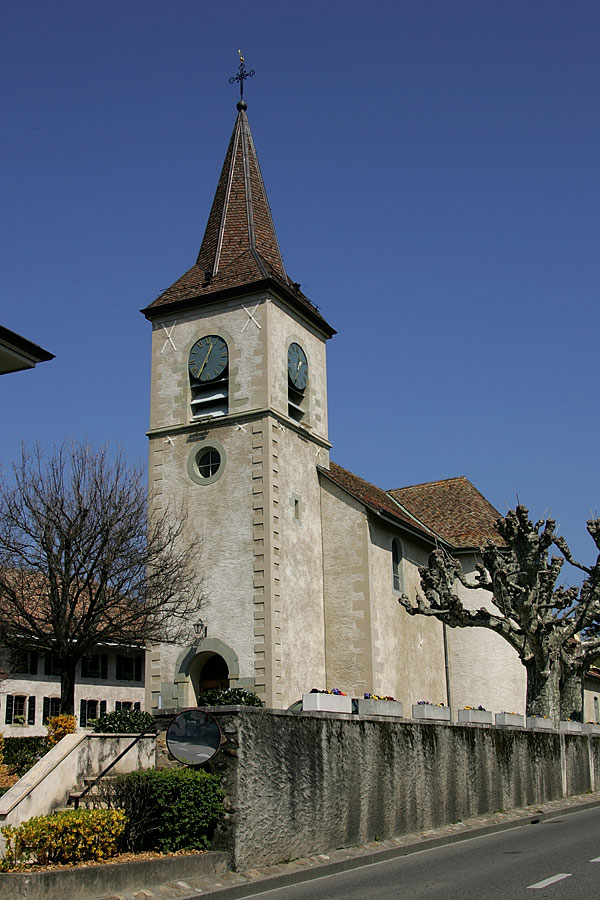
La chiesa cattolica di Saint-Léger

- Chiesa cattolica di Saint-Léger, ricostruita nel 1792-1806[1];
- Chiesa cattolica dell'Immacolata Concezione in località Vésenaz, eretta nel 1885[2];
- Chiesa riformata in località Vésenaz, eretta nel 1897[2];
- Castello di Bellerive, eretto nel 1668-1672[1];
- Castello di Vésenaz, eretto nel XV secolo[2].

## Società

### Evoluzione demografica
L'evoluzione demografica è riportata nella seguente tabella:
Abitanti censiti

## Geografia antropica

### Frazioni e quartieri
Le frazioni e i quartieri di Collonge-Bellerive sono:
- Bellerive
- Cherre
- Collonge
- La Capite
- La Repentance
- Saint-Maurice
- Vésenaz[2]

## Amministrazione
Ogni famiglia originaria del luogo fa parte del comune patriziale che ha la responsabilità della manutenzione di ogni bene comune.